# Joyce Van Nimmen
Joyce Van Nimmen (28 oktober 1983) is een Belgische televisiepersoonlijkheid en actrice. 
Met het televisieprogramma Ciao Bella reisde ze in 2004 met Eva Pauwels door Italië. Dankzij dit programma werd Van Nimmen bekend bij een groot publiek. Van Nimmen stond in 2005 op de omslag van mannenblad Ché: zij droeg een zwarte bikini, maar door over de bikini te wrijven, was zij naakt te zien. In 2009 stond zij op de kalender van dit tijdschrift. In 2006 poseerde ze tevens voor Playboy.
Van Nimmen had bijrolletjes in series als Het Geslacht De Pauw en Wolven (2012).